# 横瀬国繁
横瀬 国繁（よこせ くにしげ）は、室町時代後期の武将。横瀬氏4代当主。岩松氏の重臣で筆頭家老。

## 生涯
横瀬貞国の子として誕生。
享徳3年（1455年）からの享徳の乱の際、主君・岩松家純と共に上杉氏に付いて関東に下向したが、康正元年（1455年）に父・貞国が戦死したため後を継いだ。長禄2年（1458年）に堀越公方・足利政知の執事渋川義鏡と協力して初代古河公方・足利成氏方の家純の従弟・岩松持国の帰順交渉を担当、8月に持国は上杉方に寝返った。しかし、持国は寛正2年（1461年）に再度成氏の方へ戻ろうとした為に家純に謀殺された。
文明元年（1469年）、家純が新田荘に金山城を築城した際の儀式指南役を務めた。文明3年（1471年）の下野国攻めにも参戦している。文明9年（1477年）に家純が子・明純を勘当、国繁が岩松氏執事に就任した。その後、明純の子・尚純と家純を和解させ、岩松氏の後継者に迎え入れた。
長享2年（1488年）に死去したと言われているが、その後も存命し、明応3年（1494年）に隠居したと言う説もある。また、『松陰私語』によれば、明応4年（1495年）に岩松尚純が国繁の子・成繁と争った時にはまだ健在で、その翌年に完成した『新撰菟玖波集』には小野国繁は「故人衆」として記されているため、この1年間に死去したとする説もある。